# Adam Musiał
Adam Musiał (Wieliczka, 1948. december 18. – 2020. november 18.) lengyel válogatott labdarúgó, edző.
A lengyel válogatott tagjaként részt vett az 1974-es világbajnokságon.

## Sikerei, díjai
Lengyelország
- Világbajnoki bronzérmes (1): 1974